# Praha 12 (1949–1960)

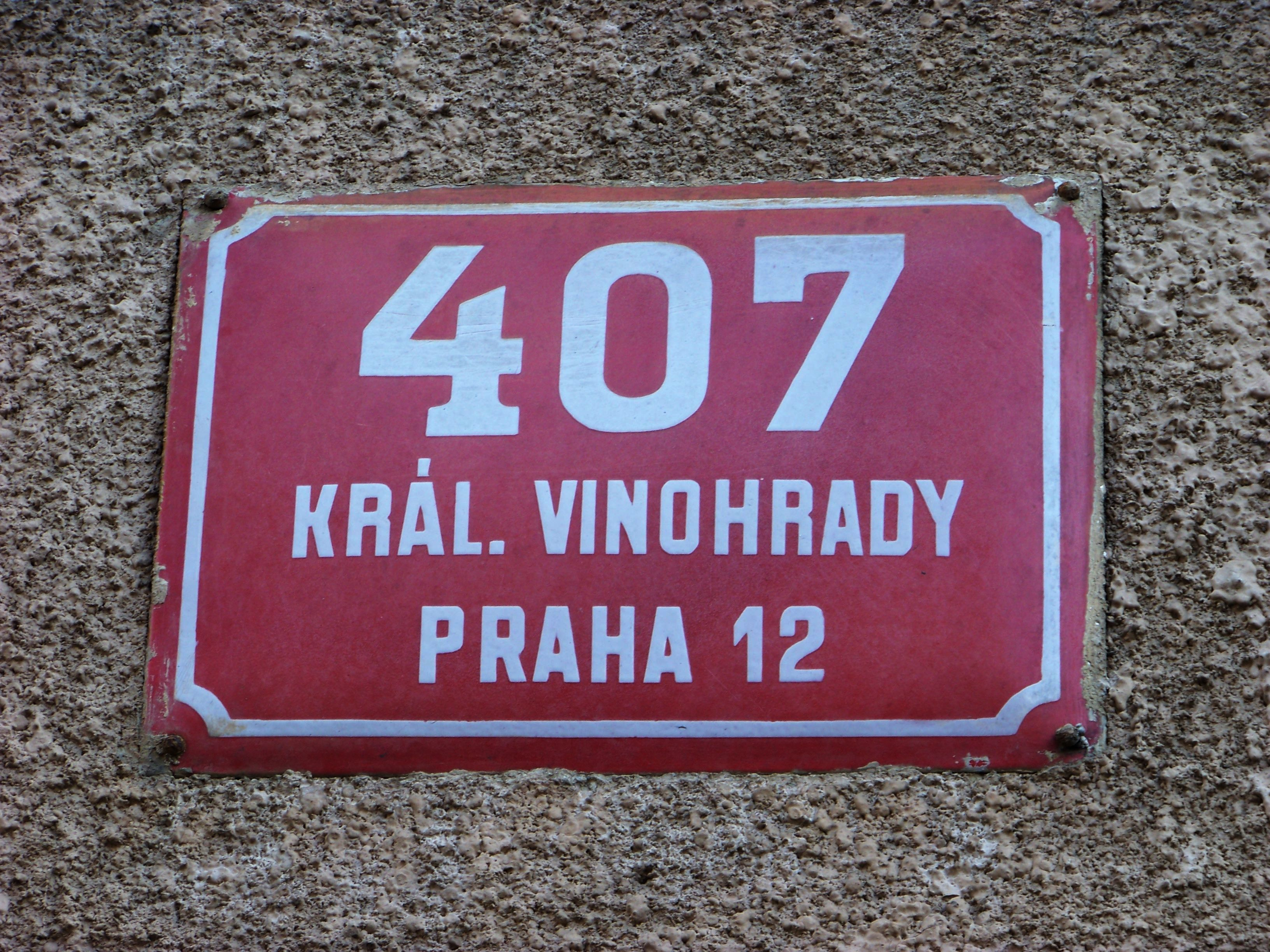
Popisné číslo na bývalém vinohradském nádraží.

Praha 12 bylo v letech 1949–1960 označení městského obvodu hlavního města Prahy, který zahrnoval část Královských Vinohrad
Základem pro vznik obvodu Praha 12 byl dosavadní obvod Praha XII (od roku 1947 nazvaný Praha XII – Královské Vinohrady), jehož území bylo totožné s územím Královských Vinohrad a který vznikl jako volební a samosprávný obvod k 17. lednu 1923 na základě vládního nařízení č. 7/1923 Sb. Obvod Praha 12 vznikl k 1. dubnu 1949, kdy byla Praha vládním nařízením č. 79/1949 Sb. rozčleněna novou správní reformou na 16 městských obvodů číslovaných arabskými číslicemi. Od dosavadního obvodu Praha XII se jeho vymezení liší tím, že část Královských Vinohrad připadla k novoměstskému obvodu Praha 2. 
Od 11. dubna 1960 zákon č. 36/1960 Sb. vymezil v Praze 10 obvodů, přičemž západní část Královských Vinohrad (od roku 1968 jen Vinohrad) zůstala v obvodu Praha 2, východní část byla rozdělena mezi vršovický obvod Praha 10 a žižkovský obvod Praha 3, drobné části připadly i do obvodů Praha 1 a Praha 4. Zákon č. 418/1990 Sb., o hlavním městě Praze, s účinností od 24. listopadu 1990 a poté znovu Statut hlavního města Prahy (vyhláška hl. m. Prahy č. 55/2000 Sb. HMP) s účinností od 1. července 2001 rozdělily Vinohrady obdobným způsobem do městských částí Praha 2, Praha 3, Praha 10, Praha 1 a Praha 4. 